# شارادا (فیلم ۱۹۵۷)
«شارادا» (انگلیسی: Sharada) فیلمی هندی است که در سال ۱۹۵۷ منتشر شد. از بازیگران آن می‌توان به راج کاپور و مینا کوماری اشاره کرد.